# 八沢村 (岩手県)
八沢村（やさわむら）は、1955年（昭和30年）まで岩手県東磐井郡にあった村。現在の一関市藤沢町砂子田・藤沢町徳田・藤沢町新沼・藤沢町増沢にあたる。

## 地理

### 自然
- 河川：黄海川、南小梨川、砂子田川、大平川

## 沿革
- 1875年（明治8年）10月17日 - 水沢県による村落統合にともない、砂子田村・徳田村・新沼村・増沢村が合併して八沢村となる。
- 1883年（明治16年）1月 - 八沢村を廃止し、元の砂子田村・徳田村・新沼村・増沢村に4分割する。
- 1889年（明治22年）4月1日 - 町村制施行にともない、再び砂子田村・徳田村・新沼村・増沢村の計4か村が合併して新制の八沢村が発足。
- 1955年（昭和30年）4月1日 - 藤沢町・黄海村および大津保村の一部（大籠・保呂羽）と合併し、新制の藤沢町となる。

## 行政

### 歴代村長
| 代    | 氏名       | 就任日                     | 退任日                     | 備考 |
| ----- | ---------- | -------------------------- | -------------------------- | ---- |
| 1     | 千葉喜平太 | 1889年（明治22年）5月26日  | 1893年（明治26年）5月25日  |      |
| 2-3   | 菅野操     | 1893年（明治26年）5月26日  | 1897年（明治30年）10月16日 |      |
| 4     | 佐藤亮助   | 1897年（明治30年）10月26日 | 1900年（明治33年）4月1日   |      |
| 5     | 菅野操     | 1900年（明治33年）4月23日  | 1903年（明治36年）10月17日 | 再任 |
| 6-8   | 千葉小平太 | 1903年（明治36年）11月18日 | 1914年（大正3年）1月24日   |      |
| 9     | 星丑彦     | 1914年（大正3年）2月6日    | 1918年（大正7年）2月5日    |      |
| 10    | 伊藤亭治   | 1918年（大正7年）3月29日   | 1918年（大正7年）12月5日   |      |
| 11    | 高橋正躬   | 1919年（大正8年）4月2日    | 1920年（大正9年）12月7日   |      |
| 12-13 | 千葉小平太 | 1921年（大正10年）2月5日   | 1927年（昭和2年）9月19日   | 再任 |
| 14    | 岩山剛     | 1927年（昭和2年）10月4日   | 1931年（昭和6年）10月3日   |      |
| 15    | 菊地運治郎 | 1931年（昭和6年）10月13日  | 1935年（昭和10年）10月12日 |      |
| 16    | 佐藤季男   | 1935年（昭和10年）10月14日 | 1939年（昭和14年）         |      |
| 17    | 千葉小平太 | 1939年（昭和14年）11月5日  | 1943年（昭和18年）         | 三任 |
| 18    | 佐藤季男   | 1943年（昭和18年）12月18日 | 1946年（昭和21年）11月28日 | 再任 |
| 19-20 | 伊藤正敏   | 1947年（昭和22年）4月5日   | 1954年（昭和29年）1月18日  |      |
| 21    | 佐藤季男   | 1954年（昭和29年）2月20日  | 1955年（昭和30年）3月31日  | 三任 |

## 教育
村内に高等学校は所在しない。
最寄りの高校は岩手県立藤沢高等学校（藤沢町藤沢）。

### 中学校
- 八沢村立八沢中学校

※以下は廃校
- 八沢村立八沢中学校新沼分教室（1949年11月・本校へ統合）[1]
- 八沢村立八沢中学校徳田分教室（同上）[1]

### 小学校
- 八沢村立新沼小学校
- 八沢村立徳田小学校[2]

## 出身著名人
- 大利根勝子 - 浪曲師[3]